# Ferdinand Karl Rothpletz

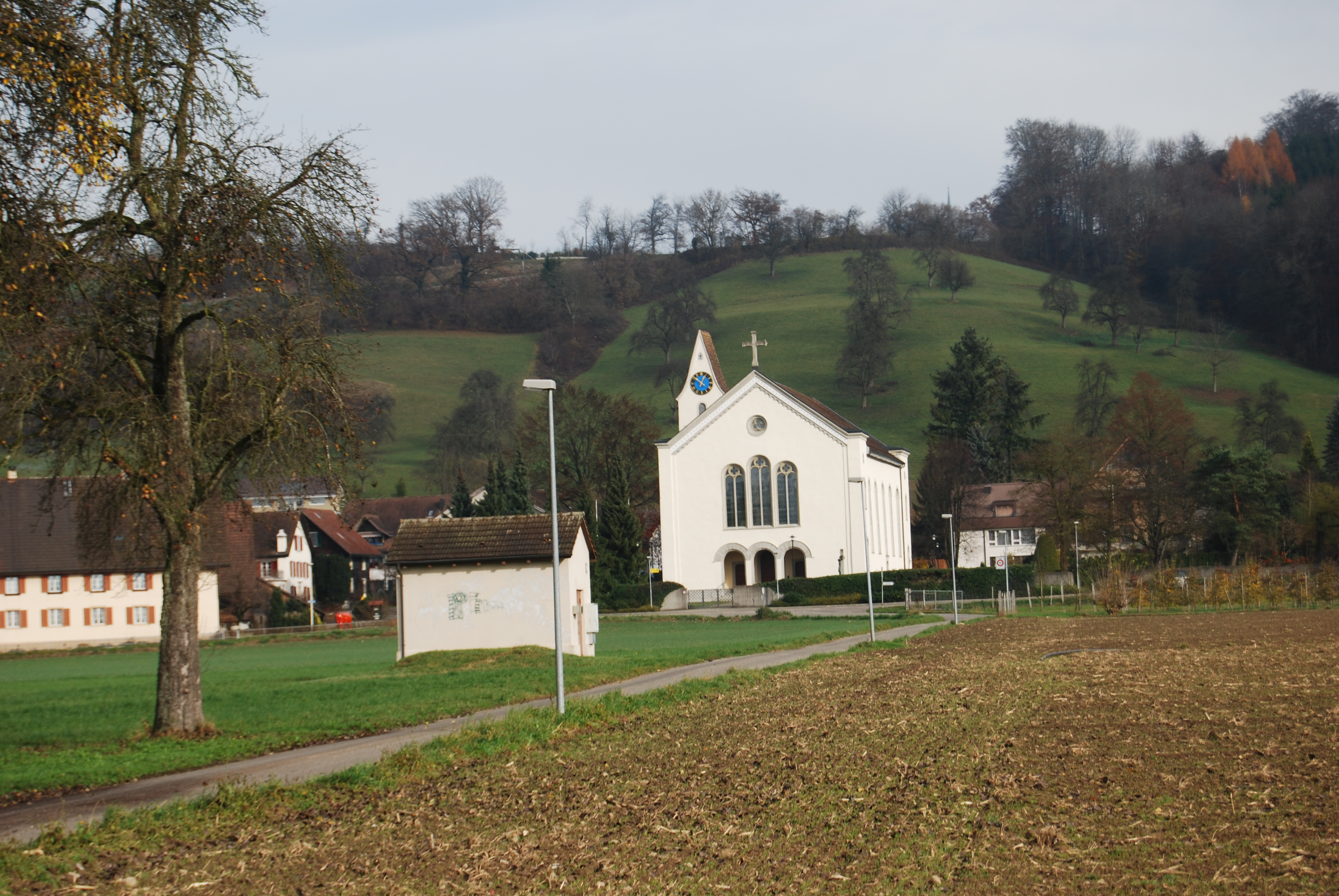
Der einzig bekannte Kirchenneubau von Rothpletz, St. Martin in Zufikon (1865–1868)

Ferdinand Karl Rothpletz, auch Carl Rothpletz (* 15. März 1814 in Aarau, Kanton Aargau; † 23. April 1885 ebenda) war ein Schweizer Architekt und aargauischer Kantonsbaumeister.

## Leben und Werk

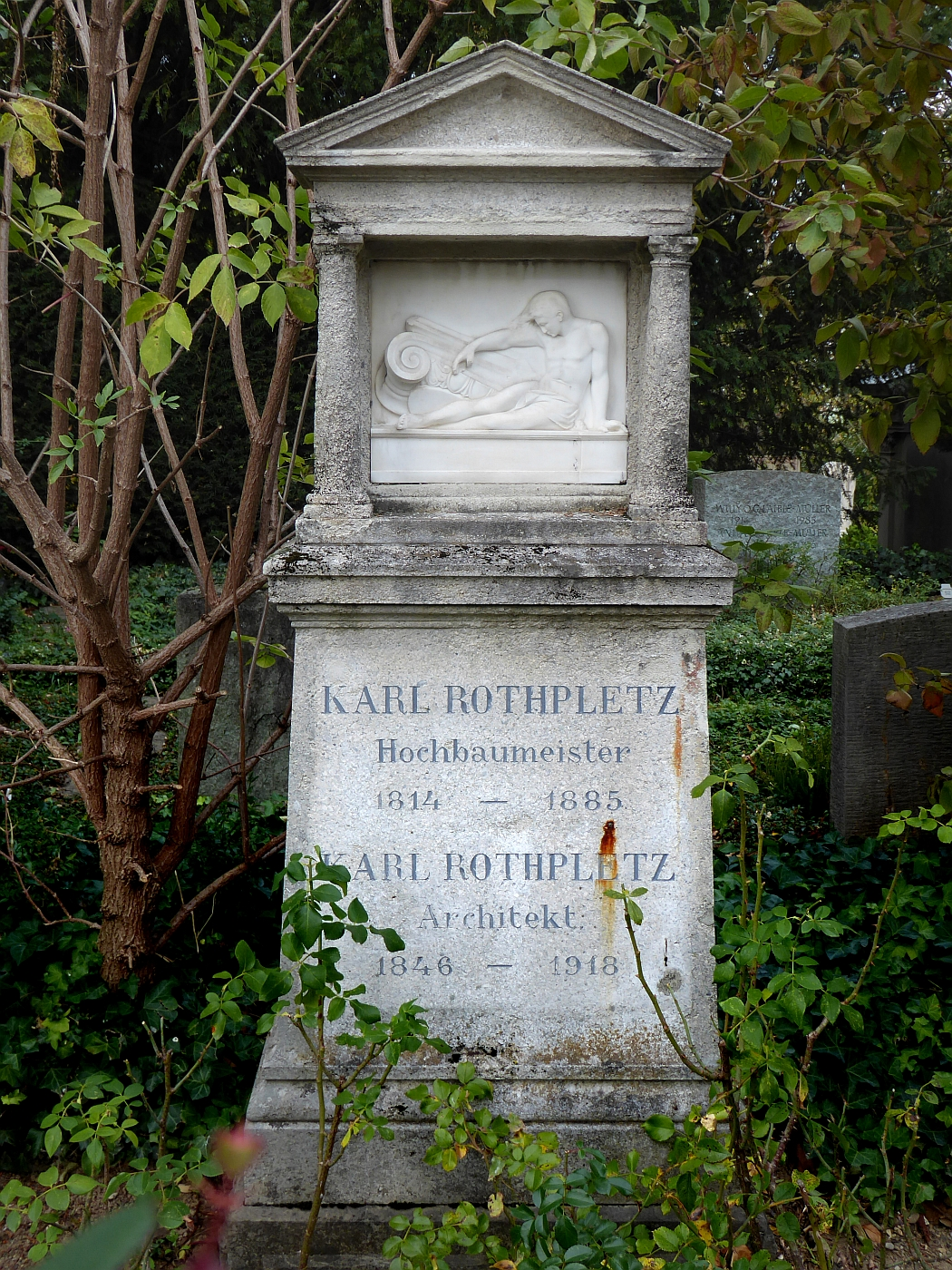
Grab auf dem Friedhof Wolfgottesacker, Basel

Rothpletz studierte ab 1836 an der Königlichen Akademie in München bei Friedrich von Gärtner Baukunst. Nach Abschluss der Studien kehrte er in die Schweiz zurück und war in den frühen 1840er Jahren vor allem in der Region Burgdorf tätig. Nach der erfolgreichen Bauleitung der Infanteriekaserne von Joseph Caspar Jeuch in Aarau wurde Rothpletz 1849 zum aargauischen Kantonsbaumeister gewählt, ein Amt, das er bis 1885 innehatte. In seine Amtszeit fiel, neben zahllosen Umbauten und Renovationen von Schul- und Pfarrhäusern sowie Kirchen, der Umbau des Aarauer Rathauses (1856–1857) und der Bau der Kantonalbank (1858–1860) und der Strafanstalt Lenzburg (1860–1864, nach Plänen von Robert Moser). Die Pfarrkirche St. Martin in Zufikon (1865–1868) ist sein einziger Kirchenneubau, es folgten die Psychiatrische Klinik in Windisch – ein Umbau der ehemaligen Abtei Königsfelden (1868–1972, nach eigenen Plänen) – sowie das Pestalozzi-Schulhaus in Aarau (1872–1875), die Alte Kavalleriekaserne dort (1877–1879). Als Spätwerke bekannt sind die Villa Fischer-Eichenberger (1881–1882) in Meisterschwanden und die Villa Walti (1883–1884, KGS-Nr. 9470) in Seon.
Das Staatsarchiv Aargau besitzt von Rothpletz rund 450 Pläne zu verschiedenen kantonalen Bauprojekten.